# ليرابي (ديناران)
لیرابي (بالفارسية: لیرابی) هي قرية تقع في إيران في قسم دیناران الريفي. يقدر عدد سكانها بـ 1189 نسمة بحسب إحصاء 2016.